# Ralph Delmore
Ralph Delmore (New York, 18 dicembre 1853 – New York, 21 novembre 1923) è stato un attore statunitense di teatro. Ebbe una breve carriera cinematografica all'epoca del muto, girando anche come regista.

## Biografia

### Vita privata
Si sposò due volte, sempre con un'attrice; la prima fu Angy Griffith (1857-1888); rimasto vedovo, si risposò con Gertrude Daws (1874-1916).

## Filmografia

### Attore
- Suppressed News, regia di Oscar Eagle - cortometraggio (1914)
- Cupid's Caprice, regia di Oscar Eagle - cortometraggio (1914)
- A Page from Yesterday - cortometraggio (1914)
- In Spite of the Evidence, regia di Walter C. Bellows - cortometraggio (1914)
- The Girl at His Side, regia di Oscar Eagle - cortometraggio (1914)
- The Little Hobo, regia di Oscar Eagle - cortometraggio (1914)
- The Sins of Society, regia di Oscar Eagle (1915)
- Fruits of Desire, regia di Oscar Eagle (1916)
- The Hand of Peril, regia di Maurice Tourneur (1916)
- The Conquest of Canaan, regia di George Irving (1916)
- The Man Who Forgot, regia di Emile Chautard (1917)
- The Grain of Dust, regia di Harry Revier (1918)

### Regista
- The Stolen Heart - cortometraggio (1913)
- The Cynic - cortometraggio (1914)